# Allium obtusum
Allium obtusum är en amaryllisväxtart som beskrevs av John Gill Lemmon. Allium obtusum ingår i släktet lökar, och familjen amaryllisväxter.

## Underarter
Arten delas in i följande underarter:
- A. o. conspicuum
- A. o. obtusum

## Bildgalleri

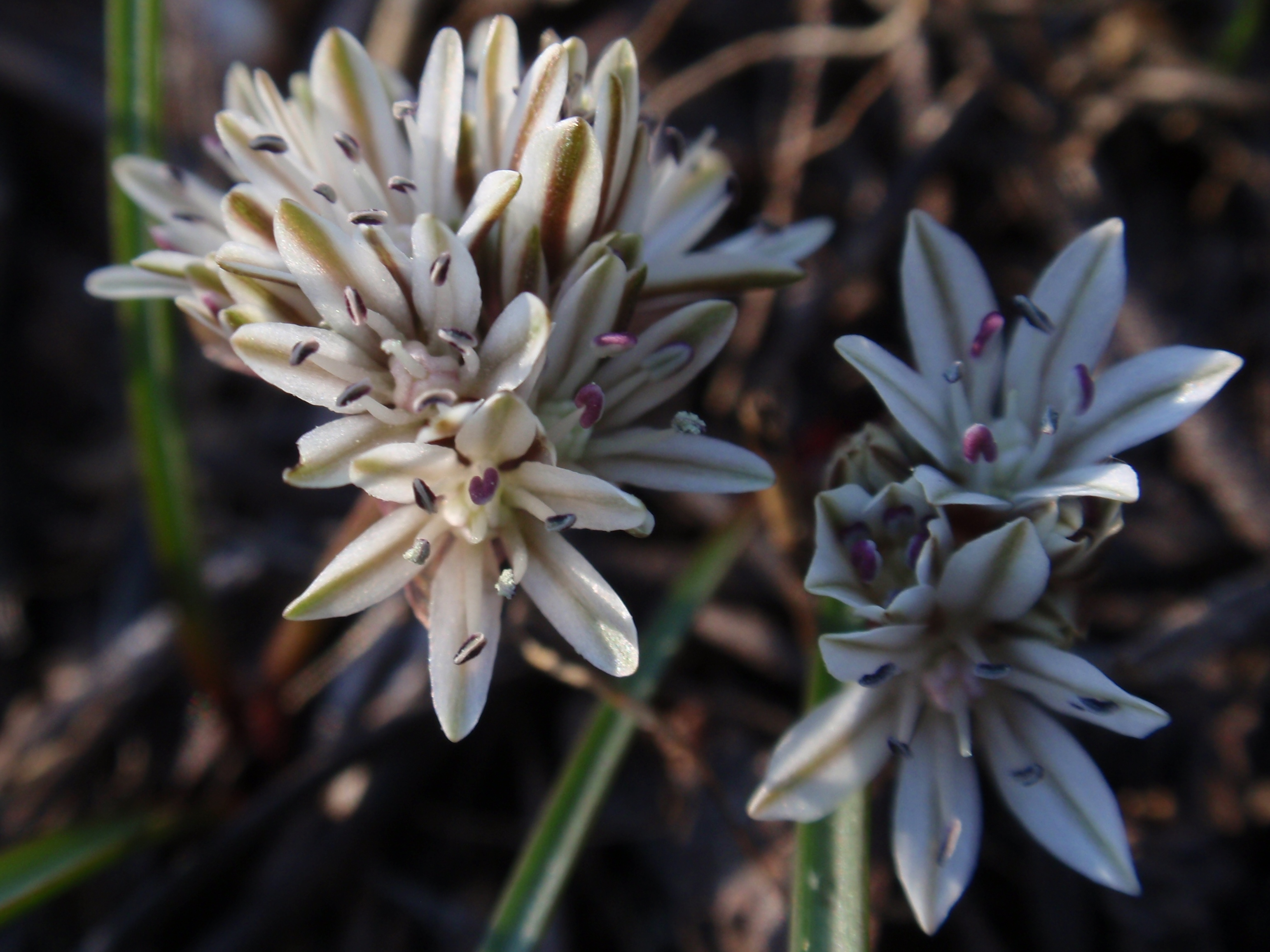
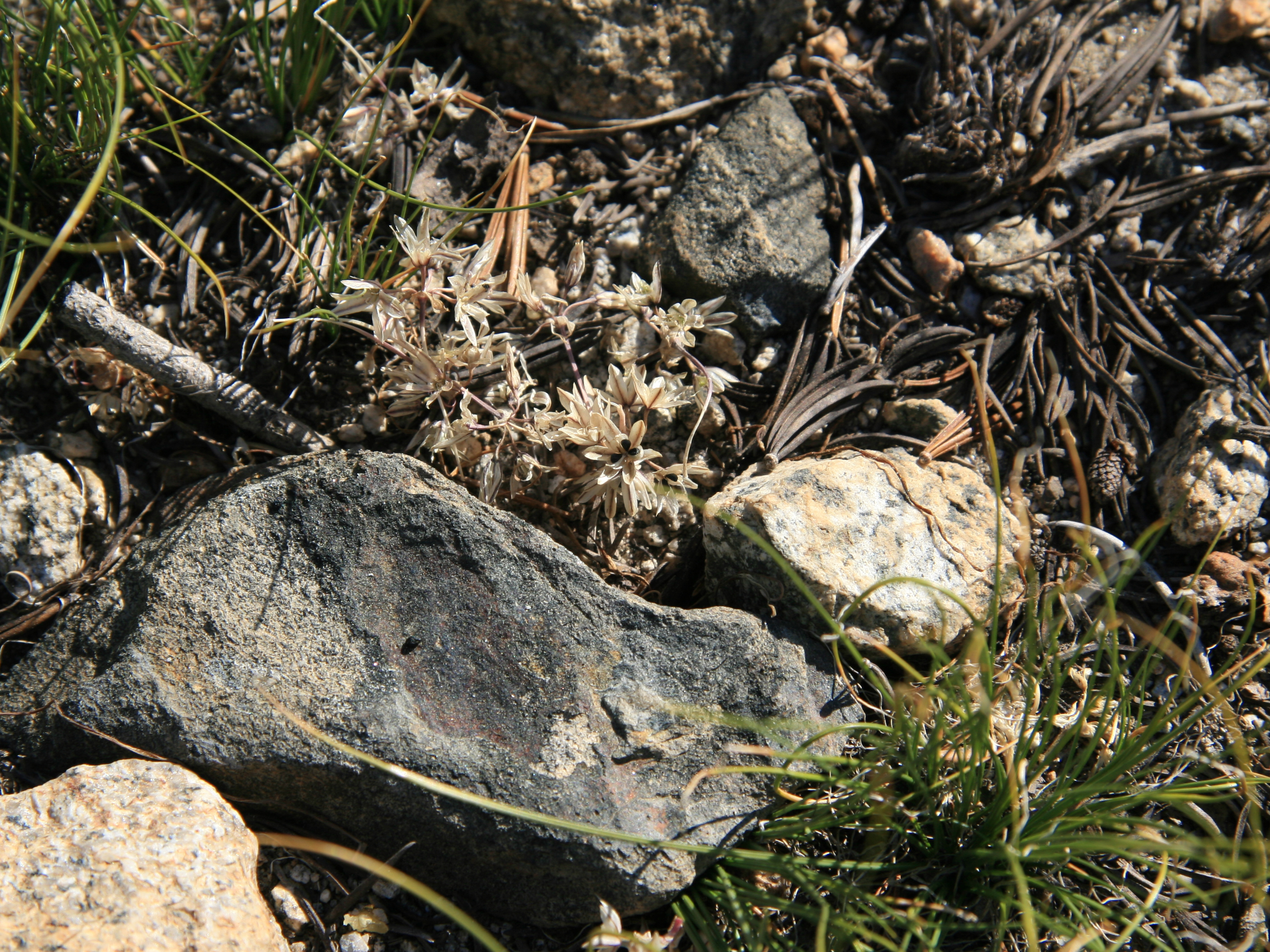